# Єпархія Селевкія Фереа
Єпархія Селевкія Фереа (лат.: Dioecesis Seleuciensis Ferrea) — закрита кафедра Константинопольського патріархату та титульний центр Католицької Церкви.

## Історія
Селевкія Фереа, ідентифікована як Селеф у сучасній Туреччині, є стародавнім єпископським престолом римської провінції Пісідія в цивільній єпархії Азії. Вона входила до Константинопольського патріархату і була суфраганною Антіохійської архієпархії.
Єпархія зафіксована в Notitiae Episcopatuum Константинопольського патріархату до ХІІ століття.
Ле Квін приписує цій єпархії сім єпископів. Сант'Артемон згадується в грецькому менолозі 27 березня як перший єпископ Селевкії, висвячений апостолом Павлом. Євтихій брав участь у першому Вселенському соборі, який відбувся в Нікеї в 325 році. Згідно з оповіданням Феодорита Кирського, Максим жив за часів імператора Аркадія (395-408) і був співучнем Івана Золотоустого. Олександр втрутився на Халкедонському соборі в 451 році і підписав у 458 році лист єпископів Пісидії до імператора Лева I після смерті патріарха Протерія Александрійського.
Петро I був присутній на соборі, скликаному в Трулло в 692 році. Петро II був присутній на другому Нікейському соборі 787 року. Нарешті Лев брав участь у Константинопольському соборі 879-880 рр., який засудив Константинопольського патріарха Фотія. До цих єпископів, згаданих Ле Квієном, ми повинні додати ім’я Метродора, чий вотивний напис, датований V/VI століттям, був знайдений 2 км на північ від ділянки Селеф.
З 1933 року Селевкія Ферреа входить до числа титульних єпископських престолів Католицької Церкви; це звання досі не присвоювалося.

## Хронотаксис грецьких єпископів
- Святий Артемон †
- Євтихій † (згадується в 325 р.)
- Максим † (IV/V століття)
- Александр † (згадується в 451 р.)
- Метродор † (V-VI ст.)
- Петро I† (згадується 692 р.)
- Петро II † (згадується 787 р.)
- Лев † (згадується 869 р.)

## Зовнішні посилання
- (англ.) La sede titolare nel sito di www.catholic-hierarchy.org
- (англ.) La sede titolare nel sito di www.gcatholic.org